# Muerte y funeral de estado de Jimmy Carter
El 29 de diciembre de 2024, Jimmy Carter, el 39.º presidente de los Estados Unidos, falleció en su hogar en Plains, Georgia. A la edad de 100 años, Carter fue el presidente estadounidense más longevo en la historia. Se celebró un funeral de estado en su honor. Anteriormente, Carter entró en cuidados paliativos en febrero de 2023 debido a sus problemas de salud.

## Antecedentes

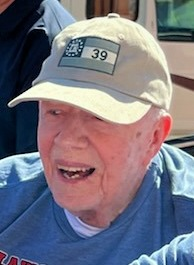
Jimmy Carter en 2022.

Después de algunos años con varios problemas de salud y habilidad física decreciente, particularmente por el diagnóstico de un melanoma que ha metastatizado a su cerebro e hígado, el Centro Carter anunció el 18 de febrero de 2023 que Carter se quedaba en casa para «recibir cuidados paliativos en vez de intervención médica adicional». Los médicos informaron que se esperaba que el paciente no tuviera más de seis meses de vida, aunque los pacientes en cuidados paliativos normalmente fallecen en varias semanas. La semana después del anuncio, se informó de que los seres queridos cercanos de Carter habían ido a su hogar en Georgia para pasar sus últimos días con él, aunque las noticias locales informaron cuatro meses más tarde de que Carter ha seguido «con buenos ánimos, con su familia y aún disfrutando del helado». A finales de agosto de 2023, el nieto de Carter, Jason Carter, proporcionó una actualización sobre la salud del expresidente, informando de que su abuelo estaba «en el último capítulo» de su vida, y a mediados de septiembre, Jason dijo que tanto Carter como su mujer, Rosalynn Carter estaban «llegando al final», aunque ambos estaban lo suficientemente bien como para ser llevados a dar un paseo por el Plains Peanut Festival el 23 de septiembre. El 17 de noviembre, se anunció que su esposa Rosalynn también estaría entrando en cuidados paliativos; ella murió dos días después, a la edad de 96 años, y en su última aparición pública, Carter asistió a su funeral. En julio de 2024, una carta que anunciaba falsamente la muerte de Carter se volvió viral después de ser difundida en redes sociales por la activista política Laura Loomer, quien poco después retiró la publicación y condenó la carta falsa.
En septiembre del 2012, sobrepasó a Herbert Hoover como el expresidente con la jubilación más larga. Dos años después, el 22 de marzo de 2019, se convirtió en el presidente más longevo del país, al superar la esperanza de vida de George H. W. Bush, con 94 años de edad cuando Bush murió en noviembre de 2018; ambos nacieron en 1924. Habló de lo difícil que fue alcanzar los 90 años, diciendo en una entrevista en 2019 con People que él nunca esperó de vivir tanto tiempo, aclamando que el secreto a una vida larga es un buen matrimonio. Con la muerte de Carter, la distinción de expresidente vivo más antiguo pasa a Bill Clinton, y la de expresidente vivo de mayor edad pasa a Joe Biden, siendo Donald Trump el presidente vivo de mayor edad ejerciendo el cargo.

## Fallecimiento
El 29 de diciembre de 2024, a las 15:45 ET, James E. Carter III, su nieto, anunció su fallecimiento.
Falleció en su casa en Plains, Georgia. Los planes para su funeral comenzaron justo después de su anuncio. También se espera la publicación de unos elogios fúnebres, probablemente llevados a cabo por sus familiares.

## Reacciones
El presidente Joe Biden dijo que «Estados Unidos perdió a un líder extraordinario», y el presidente electo Donald Trump expresó que «Carter hizo todo lo posible para mejorar las vidas de todos los estadounidenses». Los expresidentes Barack Obama, George W. Bush, y Bill Clinton mostraron sus respetos a Carter. También lo hicieron el presidente de Francia Emmanuel Macron, el expresidente de México Andrés Manuel López Obrador, el presidente de la Comisión Europea António Costa, el primer ministro neerlandés Dick Schoof, el primer ministro canadiense Justin Trudeau, el presidente de Egipto Abdel Fattah el-Sisi, el presidente de Panamá José Raúl Mulino, el presidente de Brasil Luiz Inácio Lula da Silva, el primer ministro británico Keir Starmer, y el Rey Carlos III del Reino Unido. El senador Bernie Sanders, a quien Carter votó en las primarias presidenciales del Partido Demócrata de 2016, dijo que «Jimmy Carter, tanto por lo que hizo durante su presidencia como después de ella, será recordado como un hombre decente, honesto y con los pies en la tierra».

## Funeral de estado
Según el The New York Times, los planes para el funeral de Carter comenzaron hace varios años, y se desarrollarán de esta manera: su cuerpo será trasladado a Atlanta, donde llegará al Capitolio del Estado de Georgia y será expuesto en una capilla ardiente en el Carter Center durante día y medio. Se realizará otra capilla ardiente, esta vez en el Capitolio de los Estados Unidos, durante otro día y medio, antes del funeral de estado en la Catedral Nacional de Washington. Carter será enterrado en su casa en Plains, Georgia.